# Holmy Zajac
Die Holmy Zajac (englische Transkription von russisch Холмы Заяц Cholmy Sajaz, deutsch ‚Hasenhügel‘) sind eine Gruppe von Hügeln an der Knox-Küste des ostantarktischen Wilkeslands. Sie ragen in den Bunger Hills auf.
Russische Wissenschaftler benannten sie.